# Chi vive in quella casa?
Chi vive in quella casa? (The Comeback) è un film horror del 1978 diretto da Pete Walker..

## Trama
Regno Unito, fine anni settanta. Dopo essere stato lontano dalle scene per alcuni anni, a causa di un burrascoso matrimonio, una volta ottenuto il divorzio, il cantante britannico Nick Cooper, decide di rimettersi in gioco. Accetta di buon grado il consiglio del suo manager Webster Jones e si trasferisce in una villa nel Kent per poter lavorare in tutta tranquillità al suo nuovo progetto. I padroni della villa, viaggiatori sempre in giro per il mondo, sono assenti e la casa è custodita solamente da due domestici il signore e la signora B. A causa di strani fenomeni e soprattutto delle strazianti urla di donna. che il giovane cantante sente durante la notte, la permanenza nella dimora si rivela, per lui, tutt'altro che tranquilla al punto da venire ricoverato in un ospedale psichiatrico. Quando Nick fa ritorno alla villa, dopo essere stato dimesso dal ricovero, scopre come stanno realmente le cose.

## Promozione
Le grafiche per i manifesti e per le locandine, utilizzate per la promozione del film in Italia, sono state realizzate da Renato Casaro.

## Distribuzione
Il film è stato distribuito nelle sale cinematografiche italiane a partire dal mese di agosto del 1980.

### Data di uscita
Alcune date di uscita internazionali nel corso degli anni sono state:
- 16 giugno 1978 nel Regno Unito (The Comeback)[4]
- 1º settembre 1979 in Francia (Le retour) o (Hallucinations)[5]
- 29 agosto 1980 in Italia[6]

### Edizioni home video
In Italia il 20 marzo 2013 è stato distribuito, nel circuito home video, un DVD della pellicola dalla Golem Video (codice EAN:8032853371374).

## Accoglienza

### Incassi
Si è classificato al 73º posto tra i primi 100 film di maggior incasso della stagione cinematografica italiana 1980-1981.

### Critica
La critica italiana, pur apprezzando lo stile sempre personale del regista, riconosce in questo lavoro una mancanza di freschezza rispetto al precedente La casa del peccato mortale dove le inquadrature lambiccate, le armi del delitto infamanti e gli attori suggestivi davano vita ad un originale film gotico.